# Muang Samouay
Muang Samouay är ett distrikt i Laos.   Det ligger i provinsen Salavan, i den sydöstra delen av landet, 500 km öster om huvudstaden Vientiane.